# ブルーノ・ホドリゴ・フェネロン・パロモ
ブルーノ・ホドリゴ（Bruno Rodrigo）ことブルーノ・ホドリゴ・フェネロン・パロモ（ポルトガル語: Bruno Rodrigo Fenelon Palomo、1985年4月12日 - ）は、ブラジルのサッカー選手。ポジションはDF。

## クラブ歴
サンパウロに生まれ、アソシアソン・ポルトゥゲーザ・ジ・デスポルトスでプロ選手となった。2009年12月にサントスFCに移籍。2013年にクルゼイロECに移籍。2017年にグレミオFBPAに移籍するが同年末で退団した。

## タイトル
ポルトゥゲーザ
- カンピオナート・パウリスタ・セリエA2: 2007

サントス
- カンピオナート・パウリスタ: 2010, 2011, 2012
- コパ・ド・ブラジル: 2010
- コパ・リベルタドーレス: 2011
- レコパ・スダメリカーナ: 2012

クルゼイロ
- カンピオナート・ブラジレイロ・セリエA: 2013, 2014
- カンピオナート・ミネイロ: 2014

グレミオFBPA
- コパ・リベルタドーレス: 2017